# Marine the Raccoon
Marine the Raccoon is een personage uit de computerspellenreeks Sonic the Hedgehog. Zij komt alleen voor in Sonic Rush Adventure.
Marine the Raccoon is een antropomorfe wasbeer. Ze praat met een dik Australisch accent. Ze is 7 jaar oud. In in Sonic Rush Adventure is ze de sidekick van Blaze the Cat.